# Campeonato Profesional Interandino 1964
El Campeonato Profesional Interandino 1964, más conocida como la Copa Interandina 1964 fue la 11.ª edición de los campeonatos profesionales de Pichincha, y la 5.ª temporada desde que se renombró A Copa Interandina, dicho torneo fue auspiciado por la Asociación de Fútbol No Amateur de Pichincha (AFNA), como anécdota sería el último torneo que se tuviera como sede el Estadio El Ejido para disputar el torneo, el ganador de esta edición sería el Politécnico equipo que rompería la hegemonía de los cuadros de LDU(Q), Aucas y Dep.Quito, equipos que se repartirían el campeonato durante las 10 últimas ediciones, el cuadro de Los Politécnicos se llevaría el campeonato tras derrotar en la última fecha a LDU(Q) por marcador de 3-2, cabe recordar que este torneo sería clasificatorio para el Campeonato Ecuatoriano de Fútbol 1964. Otra de las anécdotas sería el debut del El Nacional en el fútbol profesional, el equipo más goleador sería el Politécnico con 26 goles a favor en cambio los equipos con mayor cantidad de goles en contra serían para el Aucas y Dep.Quito con 25 goles cada uno, no hubo descenso como la temporada anterior pero en el caso del ascenso el cuadro de la Univ.Católica lograría subir tras conseguir el título del Campeonato de Promoción de AFNA 1964.
Politécnico se coronó campeón del Campeonato Profesional Interandino por primera vez mientras que LDU(Q) obtendría su tercer subcampeonato

## Formato del Torneo
El campeonato Profesional se jugara con el formato de 3 etapas y será de la siguiente manera:
Primera Etapa
Se jugara un todos contra todos entre los 6 participantes del torneo en partidos de ida dando un total de 5 fechas.
Segunda Etapa
Nuevamente se jugara un todos contra todos entre los 6 participantes del torneo en partidos de ida dando un total de 5 fechas.
Tercera Etapa
Para la tercera etapa se jugara como las dos etapas anteriores entre los 6 participantes del torneo en partidos de ida dando un total de 5 fechas, para definir al campeón y a los clasificados al Campeonato Ecuatoriano de Fútbol 1964 se lo daría por medio de la tabla acumulada dando entre las 3 etapas un total de 15 fechas.

## Sedes
| Quito              | Quito            |
| ------------------ | ---------------- |
| Olímpico Atahualpa | Estadio El Ejido |
| Capacidad: 38 500  | Capacidad: 20 00 |
|                    |                  |

## Equipos participantes
Estos fueron los 6 equipos que participaron en la Copa Interandina de 1964.
| Equipos participantes | Equipos participantes | Equipos participantes | Equipos participantes |
| --------------------- | --------------------- | --------------------- | --------------------- |
| Aucas                 | Dep.Quito             | LDU(Q)                |                       |
| América de Quito      | El Nacional           | Politécnico           |                       |

## Primera etapa

### Partidos y resultados
| Fecha 1          | Fecha 1   | Fecha 1          |
| Equipo Local     | Resultado | Equipo Visitante |
| ---------------- | --------- | ---------------- |
| El Nacional      | 0-2       | Politécnico      |
| D.Quito          | 0-2       | Aucas            |
| América de Quito | 0-3       | LDU(Q)           |

| Fecha 2      | Fecha 2   | Fecha 2          |
| Equipo Local | Resultado | Equipo Visitante |
| ------------ | --------- | ---------------- |
| D.Quito      | 2-3       | América de Quito |
| LDU(Q)       | 1-1       | El Nacional      |
| Aucas        | 2-2       | Politécnico      |

| Fecha 3          | Fecha 3   | Fecha 3          |
| Equipo Local     | Resultado | Equipo Visitante |
| ---------------- | --------- | ---------------- |
| El Nacional      | 2-1       | Aucas            |
| LDU(Q)           | 1-1       | D.Quito          |
| América de Quito | 3-3       | Politécnico      |

| Fecha 4      | Fecha 4   | Fecha 4          |
| Equipo Local | Resultado | Equipo Visitante |
| ------------ | --------- | ---------------- |
| D.Quito      | 2-1       | El Nacional      |
| Politécnico  | 1-0       | LDU(Q)           |
| Aucas        | 1-2       | América de Quito |

| Fecha 5      | Fecha 5   | Fecha 5          |
| Equipo Local | Resultado | Equipo Visitante |
| ------------ | --------- | ---------------- |
| D.Quito      | 2-2       | Politécnico      |
| El Nacional  | 0-0       | América de Quito |
| Aucas        | 2-2       | LDU(Q)           |

### Tabla de posiciones
|  |  |    | Equipo           | PJ | PG | PE | PP | GF | GC | DG | PTS |
|  |  | -- | ---------------- | -- | -- | -- | -- | -- | -- | -- | --- |
|  |  | 1. | Politécnico      | 5  | 2  | 3  | 0  | 10 | 7  | +3 | 7   |
|  |  | 2. | América de Quito | 5  | 2  | 2  | 1  | 8  | 9  | -1 | 6   |
|  |  | 3. | LDU(Q)           | 5  | 1  | 3  | 1  | 7  | 5  | +2 | 5   |
|  |  | 4. | Aucas            | 5  | 1  | 2  | 2  | 8  | 8  | 0  | 4   |
|  |  | 5. | Dep.Quito        | 5  | 1  | 2  | 2  | 7  | 9  | -2 | 4   |
|  |  | 6. | El Nacional      | 5  | 1  | 2  | 2  | 4  | 6  | -2 | 4   |

Pts = Puntos; PJ = Partidos jugados; G = Partidos ganados; E = Partidos empatados; P = Partidos perdidos; GF = Goles a favor; GC = Goles en contra; Dif = Diferencia de gol

## Segunda etapa

### Partidos y resultados
| Fecha 1          | Fecha 1   | Fecha 1          |
| Equipo Local     | Resultado | Equipo Visitante |
| ---------------- | --------- | ---------------- |
| El Nacional      | 0-1       | LDU(Q)           |
| América de Quito | 1-2       | D.Quito          |
| Aucas            | 0-3       | Politécnico      |

| Fecha 2      | Fecha 2   | Fecha 2          |
| Equipo Local | Resultado | Equipo Visitante |
| ------------ | --------- | ---------------- |
| LDU(Q)       | 0-1       | D.Quito          |
| El Nacional  | 4-2       | Politécnico      |
| Aucas        | 3-3       | América de Quito |

| Fecha 3          | Fecha 3   | Fecha 3          |
| Equipo Local     | Resultado | Equipo Visitante |
| ---------------- | --------- | ---------------- |
| Politécnico      | 0-1       | LDU(Q)           |
| D.Quito          | 3-0       | Aucas            |
| América de Quito | 3-2       | El Nacional      |

| Fecha 4          | Fecha 4   | Fecha 4          |
| Equipo Local     | Resultado | Equipo Visitante |
| ---------------- | --------- | ---------------- |
| Aucas            | 1-2       | LDU(Q)           |
| América de Quito | 0-3       | Politécnico      |
| El Nacional      | 3-2       | D.Quito          |

| Fecha 5      | Fecha 5   | Fecha 5          |
| Equipo Local | Resultado | Equipo Visitante |
| ------------ | --------- | ---------------- |
| LDU(Q)       | 2-1       | América de Quito |
| D.Quito      | 2-3       | Politécnico      |
| Aucas        | 3-2       | El Nacional      |

### Tabla de posiciones
|  |  |    | Equipo           | PJ | PG | PE | PP | GF | GC | DG | PTS |
|  |  | -- | ---------------- | -- | -- | -- | -- | -- | -- | -- | --- |
|  |  | 1. | LDU(Q)           | 5  | 4  | 0  | 1  | 6  | 3  | +3 | 8   |
|  |  | 2. | Politécnico      | 5  | 3  | 0  | 2  | 11 | 7  | +4 | 6   |
|  |  | 3. | Dep.Quito        | 5  | 3  | 0  | 2  | 10 | 7  | +3 | 6   |
|  |  | 4. | El Nacional      | 5  | 2  | 0  | 3  | 11 | 11 | 0  | 4   |
|  |  | 5. | América de Quito | 5  | 1  | 1  | 3  | 8  | 11 | -3 | 3   |
|  |  | 6. | Aucas            | 5  | 1  | 1  | 3  | 7  | 13 | -6 | 3   |

Pts = Puntos; PJ = Partidos jugados; G = Partidos ganados; E = Partidos empatados; P = Partidos perdidos; GF = Goles a favor; GC = Goles en contra; Dif = Diferencia de gol

## Tercera etapa

### Partidos y resultados
| Fecha 1      | Fecha 1   | Fecha 1          |
| Equipo Local | Resultado | Equipo Visitante |
| ------------ | --------- | ---------------- |
| Politécnico  | 0-0       | Aucas            |
| D.Quito      | 1-0       | América de Quito |
| LDU(Q)       | 0-1       | El Nacional      |

| Fecha 2      | Fecha 2   | Fecha 2          |
| Equipo Local | Resultado | Equipo Visitante |
| ------------ | --------- | ---------------- |
| Politécnico  | 2-2       | D.Quito          |
| Aucas        | 2-0       | LDU(Q)           |
| El Nacional  | 0-1       | América de Quito |

| Fecha 3          | Fecha 3   | Fecha 3          |
| Equipo Local     | Resultado | Equipo Visitante |
| ---------------- | --------- | ---------------- |
| El Nacional      | 0-0       | Politécnico      |
| D.Quito          | 1-1       | Aucas            |
| América de Quito | 2-2       | LDU(Q)           |

| Fecha 4      | Fecha 4   | Fecha 4          |
| Equipo Local | Resultado | Equipo Visitante |
| ------------ | --------- | ---------------- |
| Politécnico  | 0-0       | América de Quito |
| LDU(Q)       | 3-1       | D.Quito          |
| Aucas        | 2-2       | El Nacional      |

| Fecha 5          | Fecha 5   | Fecha 5          |
| Equipo Local     | Resultado | Equipo Visitante |
| ---------------- | --------- | ---------------- |
| Politécnico(C)   | 3-2       | LDU(Q)           |
| América de Quito | 1-1       | Aucas            |
| El Nacional      | 3-1       | D.Quito          |

### Tabla de posiciones
|  |  |    | Equipo           | PJ | PG | PE | PP | GF | GC | DG | PTS |
|  |  | -- | ---------------- | -- | -- | -- | -- | -- | -- | -- | --- |
|  |  | 1. | El Nacional      | 5  | 2  | 2  | 1  | 6  | 4  | +2 | 6   |
|  |  | 2. | Aucas            | 5  | 1  | 4  | 0  | 6  | 4  | +2 | 6   |
|  |  | 3. | Politécnico      | 5  | 1  | 4  | 0  | 5  | 4  | +1 | 6   |
|  |  | 4. | América de Quito | 5  | 1  | 2  | 2  | 2  | 4  | -2 | 4   |
|  |  | 5. | Dep.Quito        | 5  | 1  | 2  | 2  | 6  | 9  | -3 | 4   |
|  |  | 6. | LDU(Q)           | 5  | 1  | 1  | 3  | 7  | 9  | -2 | 3   |

Pts = Puntos; PJ = Partidos jugados; G = Partidos ganados; E = Partidos empatados; P = Partidos perdidos; GF = Goles a favor; GC = Goles en contra; Dif = Diferencia de gol

### Tabla Acumulada
|  |  |    | Equipo           | PJ | PG | PE | PP | GF | GC | DG | PTS |
|  |  | -- | ---------------- | -- | -- | -- | -- | -- | -- | -- | --- |
|  |  | 1. | Politécnico      | 15 | 6  | 7  | 2  | 26 | 18 | +8 | 19  |
|  |  | 2. | LDU(Q)           | 15 | 6  | 4  | 5  | 20 | 17 | +3 | 16  |
|  |  | 3. | El Nacional      | 15 | 5  | 4  | 6  | 21 | 21 | 0  | 14  |
|  |  | 4. | Dep.Quito        | 15 | 5  | 4  | 6  | 23 | 25 | -2 | 14  |
|  |  | 5. | Aucas            | 15 | 3  | 7  | 5  | 21 | 25 | -4 | 13  |
|  |  | 6. | América de Quito | 15 | 4  | 5  | 6  | 18 | 24 | -6 | 13  |

Pts = Puntos; PJ = Partidos jugados; G = Partidos ganados; E = Partidos empatados; P = Partidos perdidos; GF = Goles a favor; GC = Goles en contra; Dif = Diferencia de gol
|  | Campeón, clasificó al Campeonato Ecuatoriano de Fútbol 1964.    |
|  | Subcampeón, clasificó al Campeonato Ecuatoriano de Fútbol 1964. |
|  | Clasificó al Campeonato Ecuatoriano de Fútbol 1964.             |

### Campeón
|                         |
| Politécnico 1.er Título |